# Cerchiaraïta-(Al)
La cerchiaraïta-(Al) és un mineral de la classe dels silicats, que pertany al grup de la cerchiaraïta. Rep el nom per la seva relació amb la cerchiaraïta, actualment anomenada cerchiaraïta-(Mn).

## Característiques
La cerchiaraïta-(Al) és un silicat de fórmula química Ba₄Al₄O₃(OH)₃(Si₄O₁₂)[Si₂O₃(OH)₄]Cl. Va ser aprovada com a espècie vàlida per l'Associació Mineralògica Internacional l'any 2012. Cristal·litza en el sistema tetragonal. La seva duresa a l'escala de Mohs és 4,5.
Els exemplars que van servir per a determinar l'espècie, el que es coneix com a material tipus, es troben conservats al Museu d'Història Natural del Comtat de Los Angeles, a Los Angeles (Califòrnia) amb el número de catàleg: 63519, 63517 i 63518.

## Formació i jaciments
Va ser descrita a partir de mostres obtingudes en diversos indrets de Big Creek i Rush Creek, tots dos pertanyents al districte miner de Big Creek-Rush Creek, al comtat de Fresno (Califòrnia, Estats Units). També ha estat descrita a la mina Snow Cap, també a Rush Creek, i al Gun claim del llac Wilson, al Yukon (Canadà).